# Com'è dura l'avventura
Com'è dura l'avventura è un film del 1987 diretto da Flavio Mogherini e interpretato da Paolo Villaggio e Lino Banfi.

## Trama
Oreste Racca è un industriale del varesotto che per evitare il fallimento decide di far affondare la "Giulia", una sua imbarcazione da anni abbandonata sulle coste del Marocco sotto il controllo del mite Poggi, un faccendiere espatriatovi per problemi con la legge, ed intascare così i soldi dell'assicurazione. Dell'operazione viene incaricato il ragionier Zappi, faccendiere e cognato del Racca, che a sua volta arruola lo sgangherato e ingenuo comandante Bigazza; quest'ultimo è un vecchio lupo di mare pugliese, amareggiato dalla vita e in preda a tentazioni suicide, che vive in una baracca ad Orbetello con sua nipote Christa e che già in passato aveva guidato la "Giulia". Come luogo di naufragio viene stabilito l'arcipelago delle Canarie.
Bigazza accetta di partire per l'impresa a patto che Racca ospiti la brutta nipote Christa a casa sua. Così per Bigazza e Zappi iniziano, in Nordafrica, una serie di disavventure a cui si unisce Padre Ribaldo, un prete missionario corregionale di Bigazza, incontrato dai due sul posto e noto iettatore; in Italia, invece, Racca, grazie all'aiuto di un'amica estetista, riesce a trasformare Christa in una bella ragazza che il commendatore tenta pure di sedurre.
Raggiunta finalmente la "Giulia", le strade di Zappi e Bigazza sembrano sul punto di separarsi, ma Zappi e Padre Ribaldo sono costretti a raggiungere Bigazza sulla vecchia nave, perché manca il battello di salvataggio senza il quale l'assicurazione non pagherebbe il risarcimento. Alla vista del prete iettatore, tutto l'equipaggio abbandona la "Giulia" e Bigazza e Zappi si ritrovano da soli sulla precaria imbarcazione. Bigazza, privo di equipaggio e di motore, costringe Zappi a rimanere a bordo come mozzo e i due affrontano così il mare aperto; durante la notte, una tempesta provoca l'atteso naufragio della "Giulia" ma, prima di abbandonare la vecchia nave, Zappi rivela all'ingenuo Bigazza il vero piano di Racca.
Dopo aver minacciato Racca via radio che lo avrebbe denunciato se fosse tornato vivo in Italia, Bigazza è costretto ad abbandonare la "Giulia" insieme a Zappi prima che questa affondi, e i due restano alla deriva sul battello di salvataggio per giorni. Intanto pure Racca parte con Christa per il Marocco alla ricerca dei naufraghi, ormai in preda ai deliri in mezzo all'oceano Atlantico, ma, quando li avvista, li lascia alla loro sorte per evitare problemi. Ma quando ormai sembra giunto il peggio, Bigazza e Zappi vengono avvistati da un elicottero.

## Produzione
Nel cast avrebbe dovuto esserci anche Ugo Tognazzi, ma rifiutò in quanto non voleva andare per mare. Tognazzi è comunque citato nel finale del film, quando Bigazza descrive a Zappi il suo sogno del banchetto.

## Riprese
La ditta di proprietà dell'industriale Oreste Racca è la sede italiana dell'azienda dolciaria Lindt & Sprüngli a Induno Olona. l'aeroporto è quello di Calcinate del Pesce (VA) usato da sempre per il volo a vela (alianti), la villa usata come residenza è nel comune di Varese, in una collina prospicente al lago di Varese